# Molibdenian cezu
Molibdenian cezu, Cs
2MoO
4 – nieorganiczny związek chemiczny, sól cezowa kwasu molibdenowego. Można go otrzymać przez wyprażenie równomolowej mieszaniny MoO
3 i Cs
2CO
3 w temperaturze 600 °C. Został opatentowany jako materiał elektrodowy dla ograniczników przepięć.